# Cacosternum
Cacosternum es un género de anfibios anuros de la familia Pyxicephalidae. Se distribuyen por el este y el sur de África.

## Especies
Según la ASW:
- Cacosternum aggestum[2] Channing, Schmitz, Burger & Kielgast, 2013
- Cacosternum australis[2] Channing, Schmitz, Burger & Kielgast, 2013
- Cacosternum boettgeri (Boulenger, 1882)
- Cacosternum capense Hewitt, 1925
- Cacosternum cederbergense[3] Angus, Telford, Ping & Conradie, 2024
- Cacosternum karooicum Boycott, de Villiers & Scott, 2002
- Cacosternum kinangopensis Channing & Schmitz, 2009
- Cacosternum leleupi Laurent, 1950
- Cacosternum namaquense Werner, 1910
- Cacosternum nanogularum[2] Channing, Schmitz, Burger & Kielgast, 2013
- Cacosternum nanum Boulenger, 1887
- Cacosternum parvum Poynton, 1963
- Cacosternum platys Rose, 1950
- Cacosternum plimptoni Channing, Brun, Burger, Febvre & Moyer, 2005
- Cacosternum poyntoni Lambiris, 1988
- Cacosternum rhythmum[2] Channing, Schmitz, Burger & Kielgast, 2013
- Cacosternum striatum FitzSimons, 1947
- Cacosternum thorini[4]  Conradie, 2014